# Kim Juhyang
Kim Juhyang (Koreanska: 김주향), född 27 mars 1999 i Gwangju, är en sydkoreansk professionell damvolleybollspelare. Sedan säsongen 2019-20 spelar hon för laget Hwaseong IBK Altos i sydkoranska V-League. Hon har tidigare spelat för Suwon Hyundai Engineering & Construction Hillstate i samma liga. Kim Juhyang är vänsterspiker och har tröjnummer 10.

## Klubblagskarriär
Suwon Hyundai Engineering & Construction Hillstate (2017-2019)

 Hwaseong IBK Altos (2019- )